# みなかみ町営バス
みなかみ町営バス（みなかみちょうえいバス）は群馬県利根郡みなかみ町のコミュニティバスである。

## 現行路線

### 法師線
猿ヶ京温泉の日帰り入浴施設「まんてん星の湯」から法師温泉までを結ぶ。1日4往復。経由地（バス停留所）は以下の通り。
- まんてん星の湯 - 関所跡 - 猿ヶ京 - 西原 - 吹路 - 永井宿郷土館入口 - 永井 - 赤沢スキー場入口 - 赤沢スキー場 - 法師

冬期の土休日の赤沢スキー場営業所のみ赤沢スキー場乗り入れ。

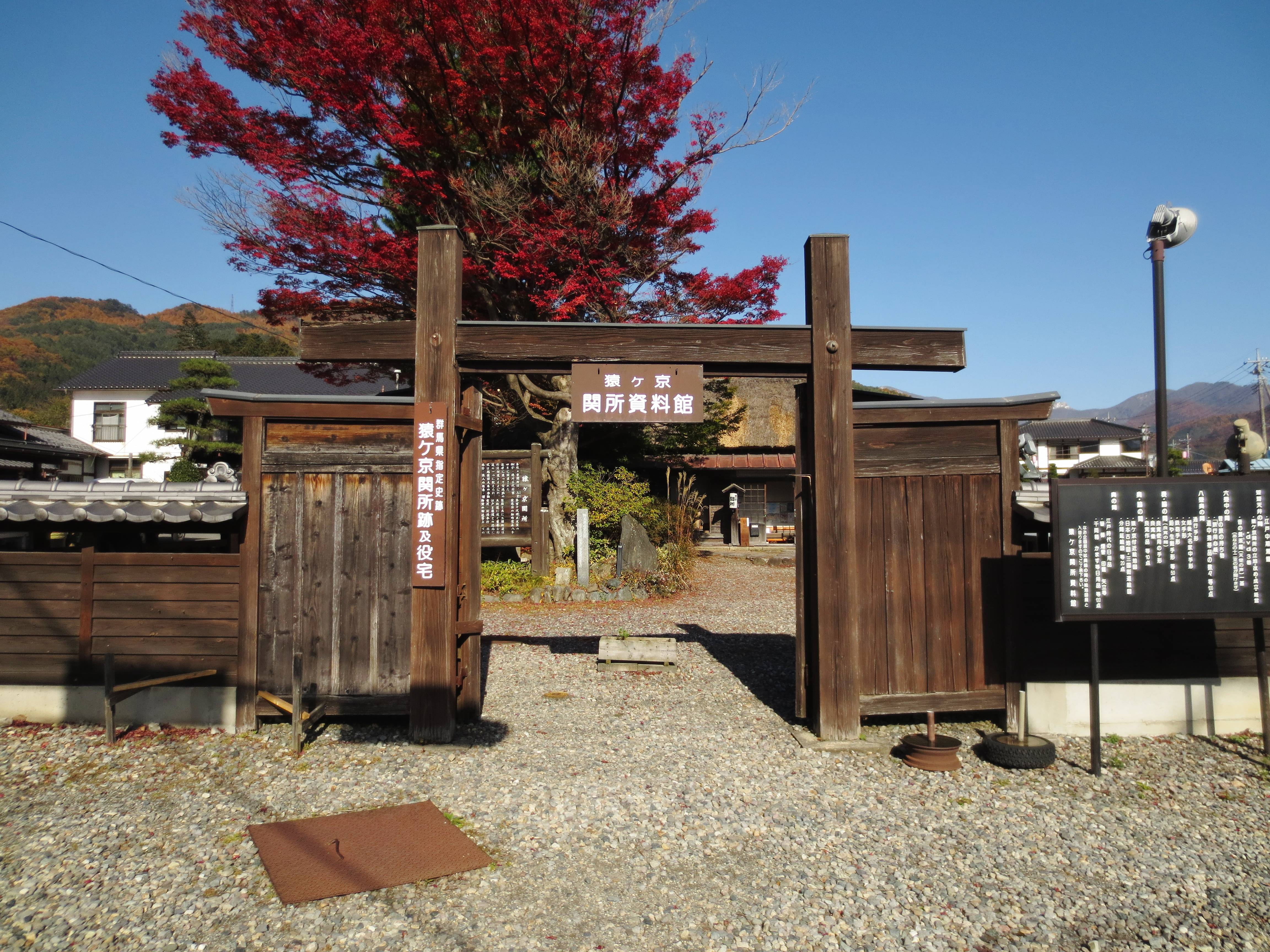
関所跡
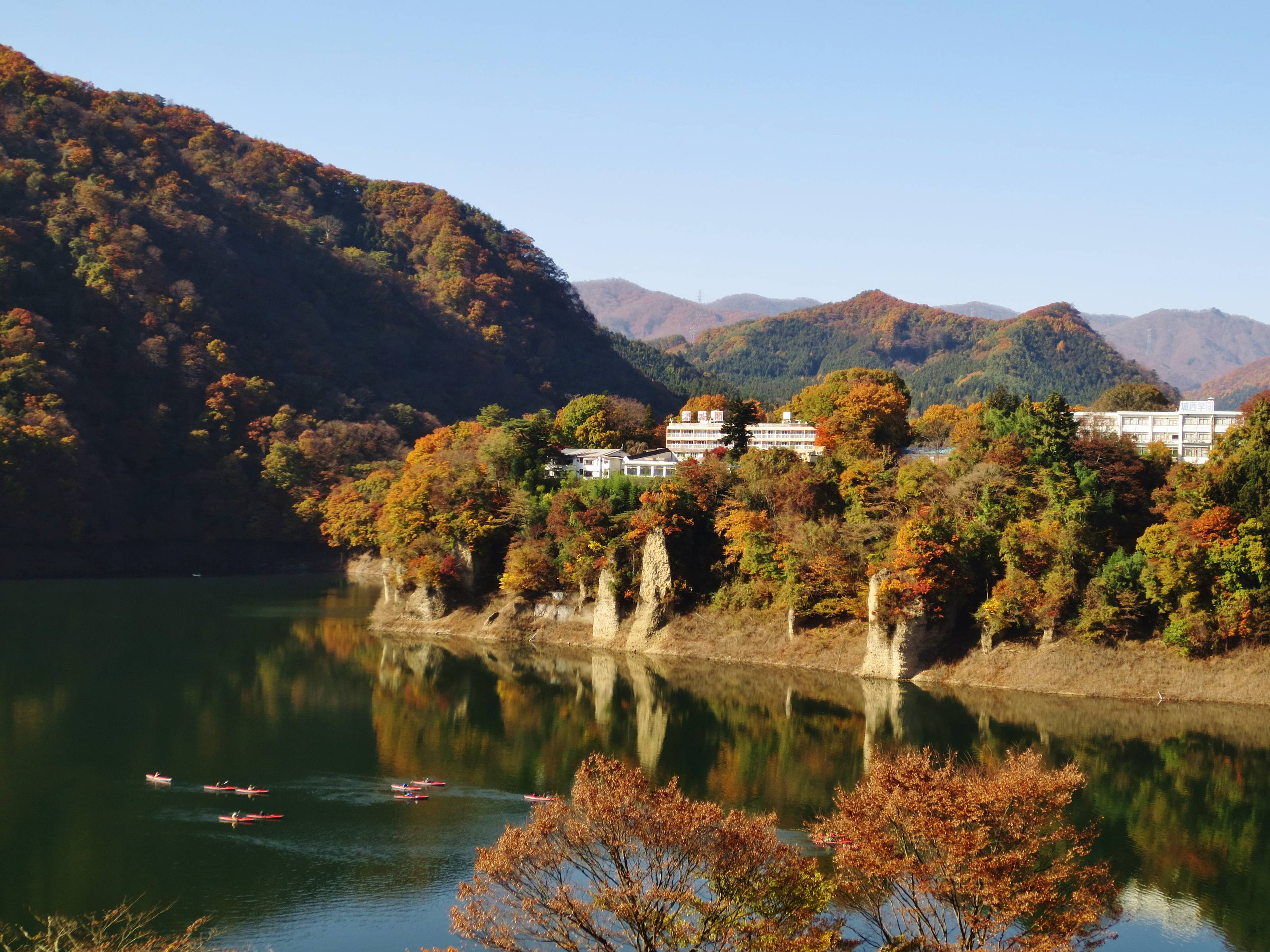
猿ヶ京温泉と赤谷湖
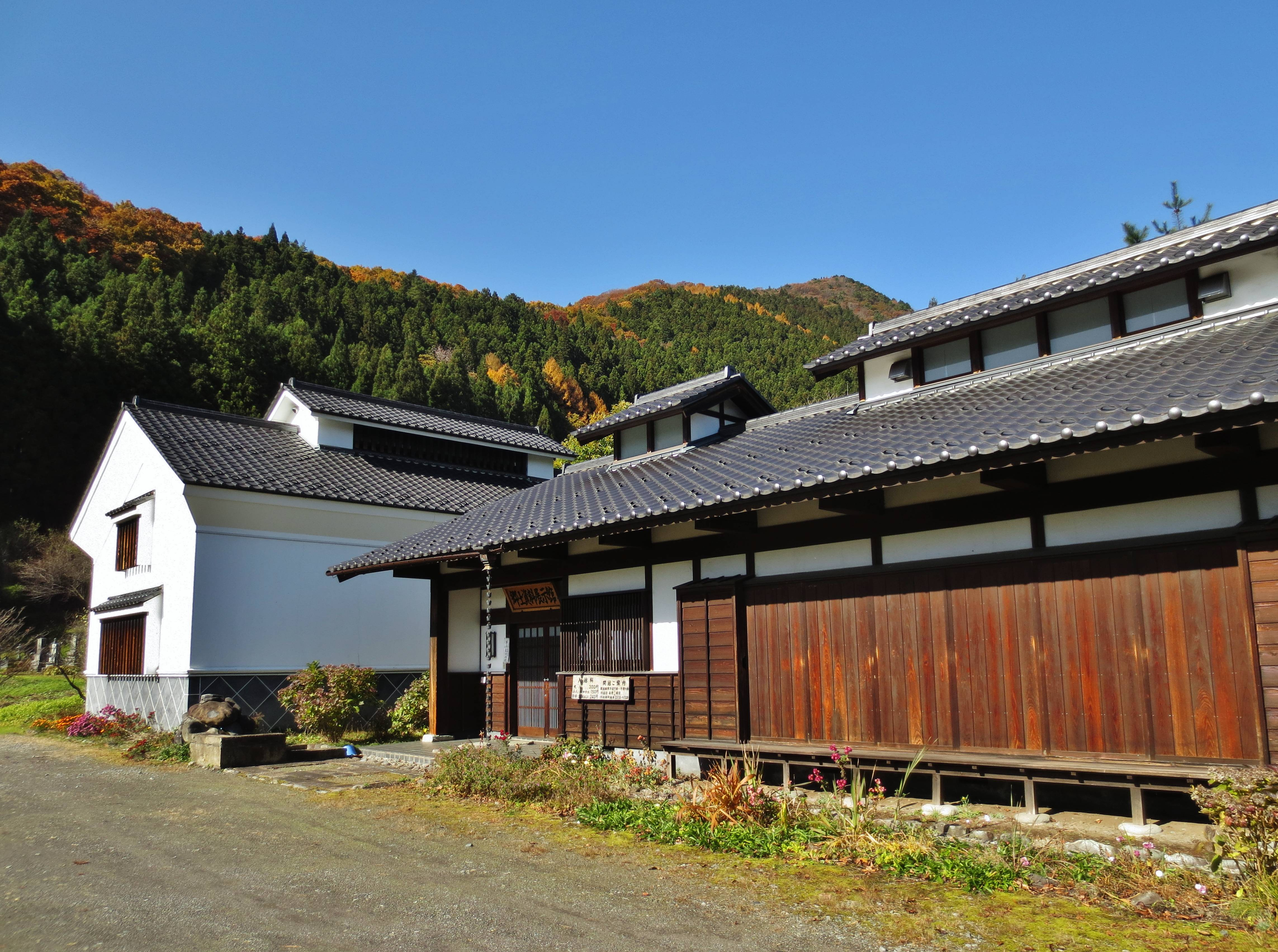
永井宿郷土館
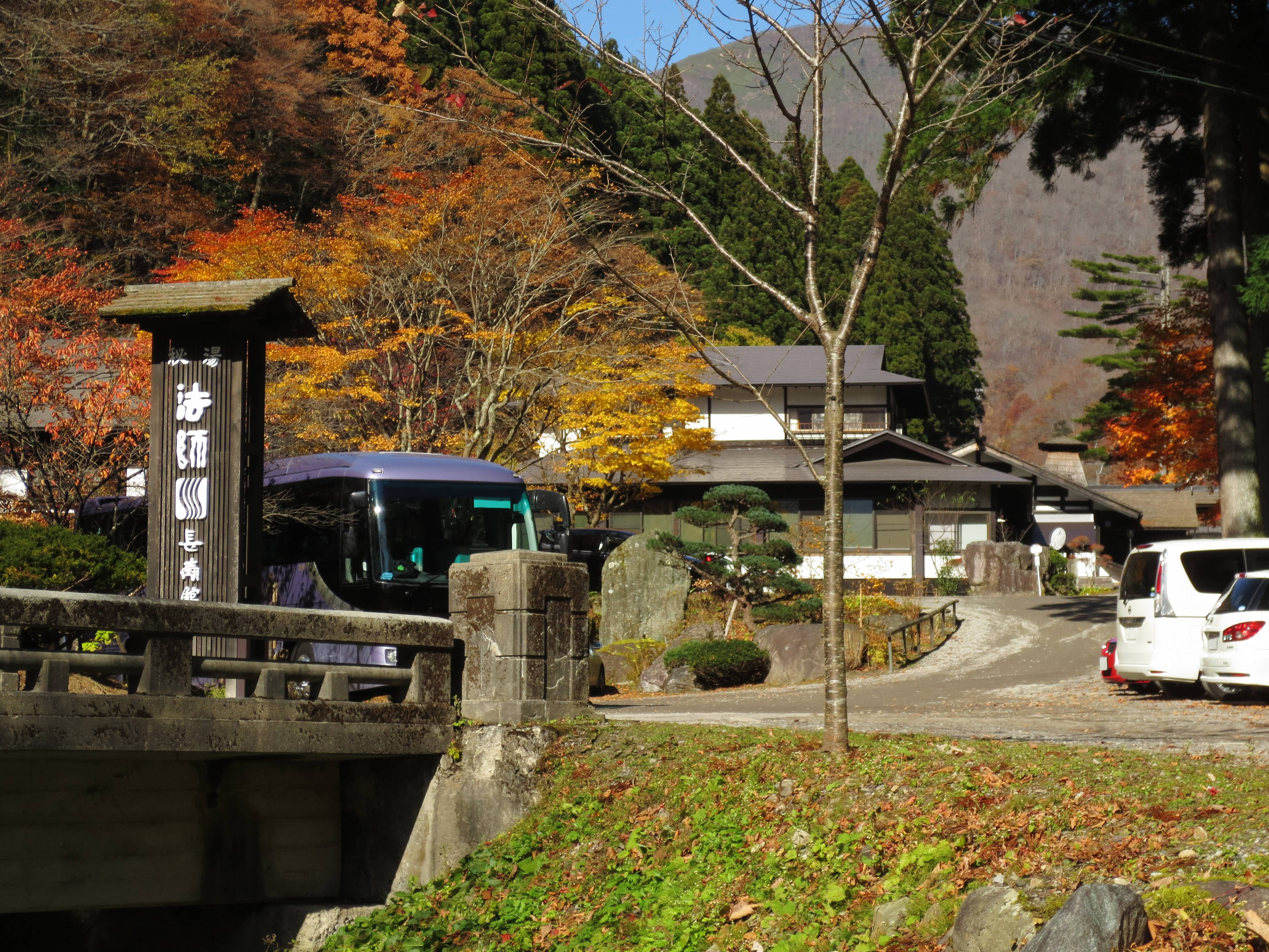
法師温泉

猿ヶ京にて、JR上毛高原駅・沼田駅方面へ向かう関越交通バスと連絡する。